# Tropomyosin
Tropomyosin là protein có trọng lượng phân tử vào khoảng 70000, dài khoảng 40 nm.

## Chức năng trong cơ
Tropomyosin có mặt trong cơ của động vật. Các phân tử này nối lỏng lẻo với dây xoắn kép actin F và quấn quanh nó. Ở trạng thái nghỉ, các phân tử tropomyosin nằm ở đỉnh của các vị trí hoạt động của dãy xoắn actin để ngăn không cho sự tác động qua lại giữa sợi actin và sợi myosin có thể xảy ra. Mỗi phân tử tropomyosin phủ lên 7 vị trí hoạt động.